# Liubka, Rokîtne
Liubka (în ucraineană Любка) este un sat în comuna Lubeanka din raionul Rokîtne, regiunea Kiev, Ucraina.

## Demografie
Componența lingvistică a localității Liubka
     Ucraineană (100%)
Conform recensământului din 2001, toată populația localității Liubka era vorbitoare de ucraineană (100%).